# Anders Almlöf
Anders Almlöf, född 1793 och död 1858, var en svensk sjöofficer och kartograf.
Efter att ha passerat de sjömilitära graderna från skeppsgosse till kommendörkapten 1844 och därunder varit kommenderat till ett betydande antal sjömätningar i svenska sjöar och farvatten, blev Almlöf 1849 chef för sjökartekontoret och 1854 kommendör och lotsdirektör. Almlöf, som har haft stor betydelse för det svenska sjökarteväsendets utveckling och modernisering, planlade utgivandet av segelhandboken Den svenske lotsen och publicerade Historisk och kritisk öfversigt af hydrogafiens uppkomst, fortgång och närvarande tillstånd uti Sverige (1841).